# ماري ألدن هوبكينز
ماري ألدن هوبكينز (بالإنجليزية: Mary Alden Hopkins)‏ (1876، بانجور في الولايات المتحدة - 8 نوفمبر 1960، دانبري في الولايات المتحدة)؛ صحفية وروائية أمريكية.